# EMW 325
Der EMW 325-3, unrichtigerweise gelegentlich auch als P1 bezeichnet, ist ein offener, geländegängiger Kübelwagen mit zuschaltbarem Allradantrieb der Radformel 4x2 (4x4).

## Geschichte
Der EMW 325-3 war eine Entwicklung von EMW (Eisenacher Motorenwerke) in Thüringen. 161 Wagen wurden 1952 gebaut und danach die Fertigung eingestellt. Es gab kein Nachfolgeprojekt. Die anschließend in Sachsen entwickelten Fahrzeuge der P2-Typfamilie (P2L; P2M; P2S) und P3 basieren nicht auf dem EMW 325-3, sondern sind eigenständige Entwicklungen mit voneinander abweichenden konstruktiven Lösungen.
Der EMW-325-3 hat bis auf dieselbe Größenklasse (leicht) und den im Wesentlichen unveränderten Antriebsmotor kaum etwas mit dem Leichten Einheits-PKW der Wehrmacht (BMW-325) gemeinsam.
Vor allem die Fahrwerke beider Typen unterscheiden sich wesentlich: Im Gegensatz zu den Einzelradaufhängungen des Leichten Einheits-Pkw der Wehrmacht mit Doppelquerlenkern und jeweils 2 Schraubenfedern und Teleskopstoßdämpfern, hatte der EMW-325-3 vorn und hinten Starrachsen mit je zwei längsliegenden Torsionsfedern (Drehstäbe) mit direkt aufmontierten Kurbel- (oder Hebel-) Stoßdämpfern. Technische Ähnlichkeiten bestehen eher zum EMW-340, von dem verschiedene Bestandteile (Motor, Wechselgetriebe, Hinterachse) übernommen wurden, weil sie seinerzeit in Produktion standen. Es ist also kein Nachbau des Leichten Einheits-Pkw der Wehrmacht, sondern eine Neukonstruktion auf Basis der in Eisenach nach dem Krieg produzierten Limousine EMW 340.
Das Fahrzeug-Entwicklungswerk (FEW) Chemnitz bekam bereits Mitte 1951 die Weisung, einen leichten Geländewagen neu zu entwickeln, der für die militärische Fahrausbildung 1952 zur Verfügung stehen sollte. Hintergrund dieser Entscheidung war, dass im Gegensatz zur Situation bei der Entwicklung eines mittleren Geländewagens (H1k und H1), für den auf vorhandene Konstruktionsunterlagen der Wehrmacht und auf einen gewissen Bauteilebestand zurückgegriffen werden konnte, keine Konstruktionsunterlagen der leichten Einheits-Pkw in Sachsen mehr verfügbar waren. Der mittlere Einheits-Pkw der Wehrmacht war nämlich längere Zeit bei Horch in Sachsen gebaut worden. Die Entwurfsdaten für den P1 (FEW) lagen Ende 1951 vor und hatten etliche Gemeinsamkeiten mit einem Leichten Einheits-Pkw. Es wurden dann drei Fahrzeuge gebaut, von denen die ersten beiden eine Karosserie ohne Türen hatten, während der dritte Prototyp mit vier Türen versehen war. Insgesamt kam dieses Projekt sehr spät. Die Produktion war in Hainichen beim Framo-Werk vorgesehen und die vorgesehenen 160 Kfz hätten erst bis Ende 1953 ausgeliefert werden können. Damit hätten die bewaffneten Organe der DDR 1952 aber keine Fahrzeuge für die Ausbildung gehabt. Das Projekt P1 wurde in der Folge vor allem deshalb, aber auch aus verschiedenen anderen Gründen eingestellt.
Inzwischen hatte man in Eisenach (Thüringen) beim EMW angefragt. Dort wurde seit 1951 an der Konstruktion eines Geländewagens der leichten Klasse gearbeitet, allerdings nicht in Anlehnung an Wehrmachtskonstruktionen (die sich im Krieg als wenig geeignet erwiesen hatten), sondern unter Nutzung eigener konstruktiver Lösungen. Dieses Fahrzeug konnte kurzfristig in Produktion gehen und den 1952er Bedarf decken.
So wurden 161 Kfz geliefert und in der Fahrausbildung und zum Personentransport eingesetzt. Da der EMW-325-3 stellvertretend für den nicht rechtzeitig fertig gewordenen P1 (FEW) eingesetzt wurde, haftete ihm die Bezeichnung P1 an, was häufig zu Irritationen und Verwechslungen  beider Fahrzeugtypen führt.
Basierend auf dem P1 (FEW) wurde nach Präzisierung der Aufgabenstellung in Sachsen (!) dann die Entwicklung der Fahrzeugfamilie P2 (P2M; P2S; P2L) begonnen und in die Fertigung überführt. Grund dafür war, dass der Auftraggeber auch ein Schwimmfahrzeug dieser Klasse gefordert hatte, was eine Umkonstruktion des Fahrgestells erforderlich machte (nunmehr Drehstäbe, querliegend).

## Technische Ausstattung
Das Fahrzeug hatte einen Kastenrahmen. Beide Achsen waren Starrachsen, wobei die vordere wegen der Unterbringung der Gelenke der Antriebswellen als Gabelachse (a) ausgeführt war. Die Achsen waren in der Mitte am Differentialgehäuse mit längs angeordneten Dreiecksstreben (Mecano-Streben) beweglich angelenkt. An den äußeren Enden der Achsen erfolgte die Führung über die Hebel der hydraulischen, doppeltwirkenden Stoßdämpfer.
Die Kraftübertragung beim EMW-325-3 unterschied sich deutlich von der des Leichten Einheits-Pkw (BMW 325) der Wehrmacht.
Der BMW 325 hatte ein 5-Gang-Wechselgetriebe mit zusätzlichem Zwischengetriebe: Dieses Wechselgetriebe hatte einen sehr kurz übersetzten „Berggang“ und vier weitere Gangstufen (9,12; 5,01; 2,86; 1,69; 1,00). Das Zwischengetriebe war 1 : 1,358 übersetzt. Dieses Fahrzeug fuhr permanent mit Allradantrieb und verfügte über drei Sperrdifferentiale (eins längs als Zwischenachsausgleichs-Sperre und zwei quer als Achsausgleichssperren vorn und hinten).
Der EMW 325-3 hatte lediglich ein 4-Gang-Wechselgetriebe (3,85; 2,38; 1,54; 1,00; R: 3,44) mit einem zweistufigen Reduktionsgetriebe (1,83 und 1,00). Hier wurde im Normalbetrieb nur mit Hinterradantrieb gefahren. Für den Zwischengetriebe- oder Reduktorschalthebel gab es laut „Vorläufiger Bedienungs-Anweisung des Sonder-Pkw IFA EMW 325-3“ drei Schaltmöglichkeiten:
H-Stellung (Schalthebel nach vorn) –
Konventioneller Hinterachsantrieb 4x2
A-Stellung (Schalthebel Mitte) –
Allradantrieb für trockenes Gelände mit Getriebe- und Achsausgleich 4x4 mit Momenten-Verteilung längs und quer (also ohne Längs- und Quersperren)
S-Stellung (Schalthebel nach hinten) –
Allradantrieb in schwierigem, nassem oder vereistem Gelände mit gesperrtem Zwischenachsausgleich und nicht gesperrten Achsausgleichsgetrieben (also nur Längssperre, keine Quersperren).
Beim P-1 (FEW) aus Sachsen war es wiederum anders. Hier wurde in den Gängen 2 bis 4 lediglich mit Hinterradantrieb gefahren. Im ersten beziehungsweise Berggang und im Rückwärtsgang wurde automatisch Allradantrieb geschaltet. Das Verteilergetriebe konnte mit Momenten-Verteilung zwischen Vorderradantrieb und Hinterradantrieb sowie mit gesperrtem Zwischenachsausgleich gefahren werden (also schaltbare Längssperre). Die Hinterachse hatte ein selbstsperrendes Achsdifferentialgetriebe. Die Vorderachse war nicht sperrbar.
Den EMW-325-3 gab es nur mit Vorderachslenkung. Den BMW 325 gab es anfangs mit Allrad-Lenkung, von der aber schnell Abstand genommen wurde. Nicht zuletzt auch hier unterschied sich der EMW-325-3 also deutlich von den Leichten Einheits-Pkw (BMW 325).

## Technik
| Motor                            | 6-Zylinder-4-Takt-Reihenmotor, Hubraum 1971 cm³, Leistung 55 PS (40 kW) bei 3750/min, Wasserkühlung                                                         |
| Antrieb                          | Hinterachsantrieb, Allradantrieb zuschaltbar |
| Getriebe                         | 4-Gang-Wechselgetriebe nachgeschaltetes Reduktionsgetriebe mit zuschaltbarem Allradantrieb und Sperrmöglichkeit für den Zwischenachsausgleich (Längssperre) |
| Bremsen                          | Trommelbremsen, hydraulisch betätigt, Einkreissystem |
| Leergewicht/Zul. Gesamtgewicht   | 1200 kg / 1775 kg |
| Radstand/Spurweite/Bodenfreiheit | 2225 mm / 1400 mm (vorn und hinten) / 220 mm |
| Höchstgeschwindigkeit            | 77 km/h |
| Verbrauch                        | 17 Liter pro 100 km (Straße), 25 Liter pro 100 km (Gelände)                                                                                                 |
| Wendekreis                       | keine Angaben |